# 圣雅克城
圣雅克城（法語：Ville-Saint-Jacques，法語發音：[vil sɛ̃ ʒak] ⓘ）是法国塞纳-马恩省的一个市镇，属于枫丹白露区。

## 地理
圣雅克城（48°20'36"N, 2°53'55"E）面积10.74 平方千米，位于法国法蘭西島大區塞纳-马恩省，该省份为法国北部内陆省份，北起瓦兹省，西接埃松省、马恩河谷省、塞纳-圣但尼省和瓦兹河谷省，南至卢瓦雷省，东南接约讷省，东临马恩省和奥布省，东北接埃纳省。
与圣雅克城接壤的市镇（或旧市镇、城区）包括：塞纳河畔瓦雷讷、多尔梅勒、拉格朗德帕鲁瓦斯、努瓦西-吕迪尼翁、维勒塞尔、莫雷-卢万和奥尔瓦讷。

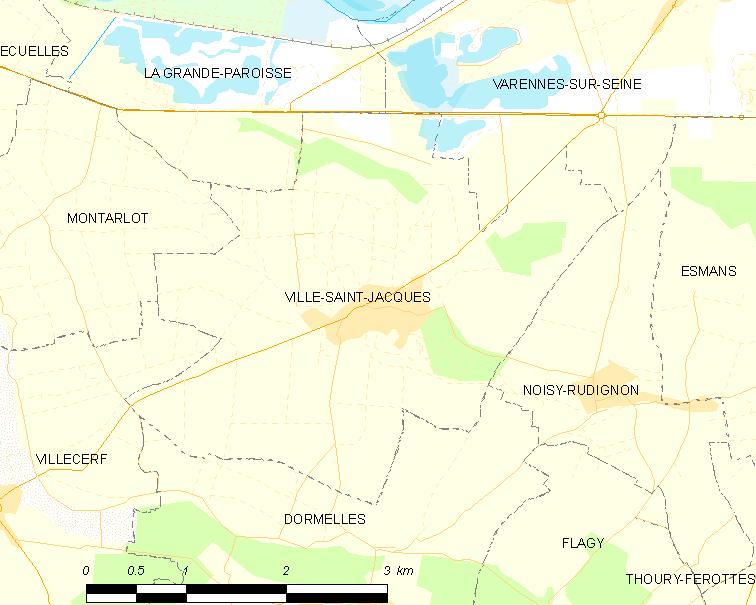
圣雅克城的OSM定位图

圣雅克城的时区为UTC+01:00、UTC+02:00（夏令时）。

## 行政
圣雅克城的邮政编码为77130，INSEE市镇编码为77516。

## 政治
圣雅克城所属的省级选区为蒙特罗福约讷县。

## 人口

1962-2008年间圣雅克城人口变化图示

圣雅克城于2022年1月1日时的人口数量为811人。